# Blake Jarwin
(en) Statistiques sur pro-football-reference
Blake Jarwin, né le 16 juillet 1994, est un joueur de football américain évoluant au poste de tight end pour les Cowboys de Dallas de la National Football League (NFL). 
Il a joué au football universitaire pour les Cowboys de l'université d'État de l'Oklahoma.

## Jeunes années
Jarwin a fréquenté la Tuttle High School à Tuttle, dans l'Oklahoma. Lors  de ses années junior et senior, il réalise 21 tacles dont 13 en solo, 2 sacks , 4 passes défendues et 1 fumble forcé. Il est nommé dans l'équipe All-City. Il a également pratiqué le baseball, le basketball et l'athlétisme.

## Carrière universitaire
Il est walk-on (étudiant n'ayant pas reçu de bourse sportive) à l'université d'État de l'Oklahoma, où il joue pour les Cowboys, principalement comme tight end et dans des équipes spéciales. En tant qu'étudiant de première année (freshman), il s'y entraîne mais n’apparaît dans aucun match. L'année suivante, il compile 5 réceptions pour 107 yards, inscrivant un touchdown de 47 yards contre les Red Raiders de l'université Texas Tech. Jarwin devient titulaire pour son année junior, dispute 11 matchs mais rate les 2 derniers à cause d’une blessure. Il compile néanmoins sur la saison 17 réceptions pour 200 yards et 2 touchdowns. En tant que senior, il enregistre 19 réceptions pour 309 yards et 2 touchdowns. 
Sur sa carrière universitaire, il a totalise 41 réceptions, 616 yards et 5 touchdowns. Il est diplômé en gestion.
| Année                                     | Équipe                                    | Conf                                      | Statut                                    | Pos                                       |     | MJ |     | Réceptions | Réceptions | Réceptions | Réceptions |      | Retours de kickoff | Retours de kickoff | Retours de kickoff | Retours de kickoff |
| Année                                     | Équipe                                    | Conf                                      | Statut                                    | Pos                                       | Rec | MJ | Yds | Moy        | TD         | Ret        | Yds        | Moy  | TD                 |                    |                    |                    |
| *2014                                     | Oklahoma State                            | Big 12                                    | SO                                        | WR                                        | 7   | 5  | 107 | 21.4       | 1          | 6          | 66         | 11.0 | 0                  |                    |                    |                    |
| *2015                                     | Oklahoma State                            | Big 12                                    | JR                                        | TE                                        | 9   | 17 | 200 | 11.8       | 2          | 1          | 16         | 16.0 | 0                  |                    |                    |                    |
| *2016                                     | Oklahoma State                            | Big 12                                    | SR                                        | TE                                        | 12  | 19 | 309 | 16.3       | 2          | 1          | 9          | 9.0  | 0                  |                    |                    |                    |
| Total (* = y compris les matchs de Bowls) | Total (* = y compris les matchs de Bowls) | Total (* = y compris les matchs de Bowls) | Total (* = y compris les matchs de Bowls) | Total (* = y compris les matchs de Bowls) | 28  | 41 | 616 | 15.0       | 5          | 8          | 91         | 11.4 | 0                  |                    |                    |                    |

## Carrière professionnelle

### Cowboys de Dallas

#### Saisons 2017
Jarwin signe le 12 mai avec les Cowboys de Dallas en tant qu'agent libre non sélectionné à la draft. Il est libéré le 2 septembre 2017 mais signe pour l'équipe d'entraînement le lendemain. Le 26 octobre 2017, Jarwin est promu dans la formation active (roster) afin d'éviter qu'il ne puisse être acquis par les Eagles de Philadelphie et pour forcer l'équipe à conserver quatre tight ends. Il apparait dans un match en 2017.

#### Saison 2018
Lors de la semaine 17 de la saison 2018, Jarwin réalise le meilleur match de sa carrière avec sept réceptions pour un gain de 119 yards et trois touchdowns lors de la victoire 36-35 sur les Giants de New York. Cette performance lui vaut le titre de meilleur joueur offensif de la semaine en NFC.
Lors du match de wild card (victoire 24-22 contre les Seahawks de Seattle), il réussit trois réceptions sur des passes effectuées par Dak Prescott en gagnant 15 yards.
La semaine précédant le match de playoffs contre les Rams de Los Angeles, Jarwin ne peut s'entraîner à cause d'une blessures à la cheville. Bien que toujours douteux le jeudi, le wide receiver des Cowboys de Dallas, Cole Beasley, et Jarwin sont placés sur la liste des joueurs actifs pour le match de division de la NFC du samedi soir.

#### Saison 2019
Pendant de la semaine 9, contre les Giants de New York lors du Monday Night Football, Jarwin inscrit en réception un touchdown de 42 yards (victoire 37–18 contre les Cowboys).

## Statistiques NFL

### Saison régulière
| Année  | Équipe            | MJ     |     | Passes réceptionnées | Passes réceptionnées | Passes réceptionnées | Passes réceptionnées |       | Courses | Courses | Courses | Courses |
| Année  | Équipe            | MJ     | Nb. | Yards                | Moy.                 | TD                   | Nb.                  | Yards | Moy.    | TD      |         |         |
| 2017   | Cowboys de Dallas | 1      | 0   | 0                    | 0,0                  | 0                    | 0                    | 0,0   | 0       | 0       |         |         |
| 2018   | Cowboys de Dallas | 16     | 27  | 307                  | 11,4                 | 3                    | 0                    | 0     | 0,00    | 0       |         |         |
| 2019   | Cowboys de Dallas | 16     | 31  | 365                  | 11,8                 | 3                    | 0                    | 0     | 0,0     | 0       |         |         |
| Totaux | Totaux            | Totaux | 58  | 672                  | 11,6                 | 6                    | 0                    | 0     | 0,0     | 0       |         |         |

### Playoffs
| Année  | Équipe            | MJ     |     | Passes réceptionnées | Passes réceptionnées | Passes réceptionnées | Passes réceptionnées |       | Courses | Courses | Courses | Courses |
| Année  | Équipe            | MJ     | Nb. | Yards                | Moy.                 | TD                   | Nb.                  | Yards | Moy.    | TD      |         |         |
| 2018   | Cowboys de Dallas | 2      | 5   | 32                   | 6,4                  | 0                    | 0                    | 0     | 0,00    | 0       |         |         |
| Totaux | Totaux            | Totaux | 5   | 32                   | 6,4                  | 0                    | 0                    | 0     | 0,00    | 0       |         |         |